# جدول زمانی ایلخانان

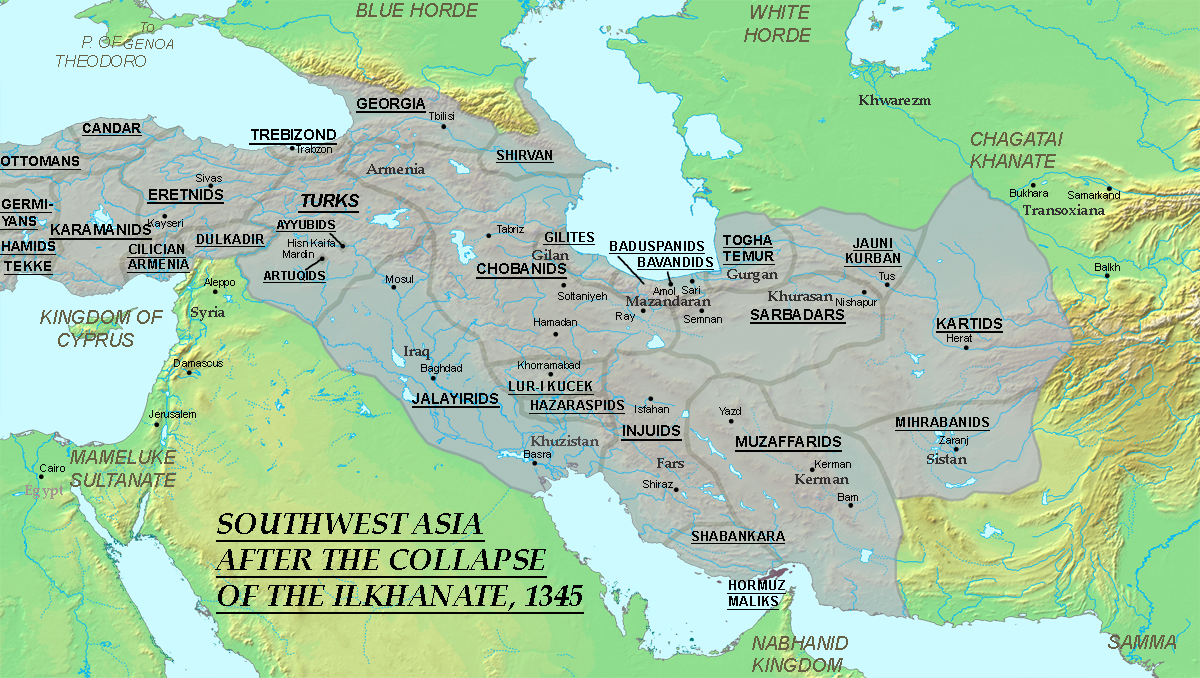
حدود ایلخانان در سال ۱۳۴۵ میلاد

جدول زمانی ایلخانان

## قرن سیزدهم

### دهه ۱۲۱۰
| سال  | تاریخ | رویداد |
| ---- | ----- | --- |
| ۱۲۱۷ | -     | هولاکو خان پسر تولی خان و سرقویتی بیگی متولد می‌شود. |
| ۱۲۱۸ | -     | حمله مغول به امپراتوری خوارزمشاهیان: نیروهای علاءالدین محمد خوارزمشاه با ارتش مغول به رهبری جوجی خان و سبتای درگیر شدند و نبرد بدون نتیجه پایان یافت. |
| ۱۲۱۸ | -     | حمله مغول به ایران: هیئت بازرگانی مسلمان فرستاده چنگیز خان به فاراب می‌رسد و فرماندار غایرخان آنها را می‌کشد و کالای آنها را برای خودش تصرف می‌کند. تنها یک بازمانده به مغولستان می‌رسد و به چنگیز اخبار حادثه را می‌دهد. چنگیز سه فرستاده دیگر را برای گفتگو با غایرخان (اینالچوق) می‌فرستد - آنها نیز کشته می‌شوند. |
| ۱۲۱۹ | -     | حمله مغول به امپراتوری خوارزمشاهیان: اوگتای خان (سومین پسر چنگیز) و جغتای (دومین پسر چنگیز)؛ فاراب (در قزاقستان کنونی) را می‌گیرند و جمعیت آن را قتل‌عام می‌کنند. چنگیز خان جوجی خان را برای فتح سیردریا و ارتشی دیگر را برای فتح فرغانه اعزام می‌کند.                                                             |

### دهه ۱۲۲۰
| سال  | تاریخ | رویداد |
| ---- | --- | --- |
| ۱۲۲۰ | فوریه | حمله مغول به امپراتوری خوارزمشاهیان: چنگیز خان بخارا را می‌گیرد و «یلو آهای» را در کنترل ماوراءالنهر می‌گذارد.                                                                       |
| ۱۲۲۰ | - | حمله مغول به امپراتوری خوارزمشاهیان: چنگیز خان سمرقند را می‌گیرد و علاءالدین محمد خوارزمشاه به نیشابور فرار می‌کند. چنگیزخان جبه نویان و سبتای را برای نابودی سلطان فرستاد.          |
| ۱۲۲۰ | مه | حمله مغول به امپراتوری خوارزمشاهیان: جبه نویان و سبتای بلخ را گرفتند. سپس مادر علاءالدین محمد خوارزمشاه ترکان خاتون (همسر علاءالدین تکش) و خانواده او را در زاگرس به اسارت گرفتند. |
| ۱۲۲۰ | - | حمله مغول به امپراتوری خوارزمشاهیان: علاءالدین محمد خوارزمشاه درگذشت. |
| ۱۲۲۱ | - | حمله مغول به امپراتوری خوارزمشاهیان:تولی خان (پسر چهارم چنگیز خان) مرو (شهر باستانی) را تصرف می‌کند.                                                                                |
| ۱۲۲۱ | - | حمله مغول به امپراتوری خوارزمشاهیان: جوجی خان، جغتای و اوگتای خان کهنه‌گرگانج را و تولی خان نیشابور و هرات را نابود می‌کنند.                                                         |
| ۱۲۲۱ | - | جنگ پروان: جلال‌الدین خوارزمشاه یک ارتش مغول به رهبری قوتوقو نویان را در هندوکش شکست می‌دهد.                                                                                         |
| ۱۲۲۱ | حمله مغول به امپراتوری خوارزمشاهیان: چنگیز خان بامیان را می‌گیرد؛ پسر جغتای به نام موتوخان در جریان این کار کشته شد. | |
| ۱۲۲۱ | نوامبر | جنگ سند: چنگیز خان جلال‌الدین خوارزمشاه را شکست می‌دهد، او از سند (رود) می‌گذرد و می‌گریزد.                                                                                            |

### دهه ۱۲۳۰
| سال  | تاریخ | رویداد |
| ---- | ----- | --- |
| ۱۲۳۱ | -     | حمله مغول به ایران: ژنرال مغول جورماغون، جلال‌الدین خوارزمشاه را شکست می‌دهد، او تنها می‌گریزد و توسط یک ناشناس از مردم کرد کشته می‌شد؛ پس از آن خوارزمشاهیان پایان می‌یابد. |
| ۱۲۳۲ |       | تولی خان (پدر هولاکو) در اثر بیماری می‌میرد. |
| ۱۲۳۶ |       | حمله مغول به گرجستان: جورماغون همچنین فرماندهی حمله مغول به ارمنستان را به عهده می‌گیرد.                                                                                 |

### دهه ۱۲۴۰
| سال  | تاریخ                                                           | رویداد |
| ---- | --------------------------------------------------------------- | --- |
| ۱۲۴۲ |                                                                 | یورش مغولان به آناتولی: مغول‌ها ارزروم را تصرف می‌کنند.                                                                |
| ۱۲۴۳ | -                                                               | نبرد کوسه‌داغ: بایجو نویان کیخسرو دوم (دوازدهمین سلطان از سلاطین سلجوقیان روم) و پادشاهی ارمنی کیلیکیه را شکست می‌دهد. |
| ۱۲۴۴ |                                                                 | ایوبیان به مغول‌ها خراج می‌دهند.                                                                                       |
| ۱۲۴۴ | بدرالدین لؤلؤ فرماندار دست نشانده امپراتوری مغول در موصل می‌شود. | |

### دهه ۱۲۵۰
| سال  | تاریخ                                                                                              | رویداد |
| ---- | -------------------------------------------------------------------------------------------------- | --- |
| ۱۲۵۲ | -                                                                                                  | منگوقاآن هولاکو خان را مأمور حمله به بغداد می‌کند.                                                                 |
| ۱۲۵۶ | -                                                                                                  | هولاکو خان الموت را از حشاشین می‌گیرد.                                                                             |
| ۱۲۵۶ | هولاکو خان دودمان ایلخانان را در ایران تأسیس کرد.                                                  | |
| ۱۲۵۶ | مغول‌ها کیکاووس دوم (از سلاطین سلجوقیان روم) و پسرش سلطان قلج ارسلان چهارم را در آق‌سرای شکست دادند. | |
| ۱۲۵۸ | ۱۷ ژانویه                                                                                          | سقوط بغداد (۱۲۵۸): هولاکو خان یک گروه مغول را از طرف دجله به بغداد می‌فرستد که در برابر عزالدین آیبک شکست می‌خورند. |
| ۱۲۵۸ | ۱۸ ژانویه                                                                                          | سقوط بغداد (۱۲۵۸): بایجو نویان به اردوگاه دشمن سرازیر می‌شود و حمله می‌کند و آنها را به عقب می‌راند.                 |
| ۱۲۵۸ | ۲۹ ژانویه                                                                                          | سقوط بغداد (۱۲۵۸): هولاکو خان بغداد را محاصره می‌کند.                                                              |
| ۱۲۵۸ | ۳ فوریه                                                                                            | سقوط بغداد (۱۲۵۸): نیروهای مغول دیوارهای بغداد را تصرف کردند.                                                     |
| ۱۲۵۸ | ۱۰ فوریه                                                                                           | سقوط بغداد (۱۲۵۸): مستعصم، پسرانش و ۳۰۰۰ تن از بزرگان تسلیم شدند.                                                 |
| ۱۲۵۸ | ۲۰ فوریه                                                                                           | سقوط بغداد (۱۲۵۸): مستعصم و خانواده اش اعدام می‌شوند؛ بنابراین اولین خلافت عباسی به پایان می‌رسد.                   |
| ۱۲۵۸ | یکی از فرزندان دودمان عباسی راهی سوریه شد، جایی که سلطان مملوک او را به عنوان خلیفه تاج‌گذاری کرد.  | |

### دهه ۱۲۶۰
| سال  | تاریخ | رویداد |
| ---- | --- | --- |
| ۱۲۶۰ | ژانویه | محاصره حلب (۱۲۶۰): هولاکو خان حلب را از الناصر یوسف می‌گیرد؛ بنابراین ایوبیان به پایان می‌رسد.                          |
| ۱۲۶۰ | شاهزاده‌نشین انطاکیه به امپراتوری مغول تسلیم می‌شود.                                                          | |
| ۱۲۶۰ | - | هولاکو خان خبر مرگ منگوقاآن را دریافت می‌کند و به اخلاط می‌رود.                                                         |
| ۱۲۶۰ | - | نبرد عین جالوت: سیف‌الدین قطز از مملوک به فلسطین پیشروی کرد و مغول را از شهر غزه بیرون راند.                           |
| ۱۲۶۰ | - | پسر هولاکو خان به نام یوشموت و فرمانده مغول الگه جلایر، سیلوان و ماردین را تصرف می‌کنند.                               |
| ۱۲۶۰ | - | نبرد عین جالوت: سیف‌الدین قطز از مملوک نیروهای مغول تحت فرمان کیتبوقا را شکست داده و آنها را به سرحد فرات بازمی‌گرداند. |
| ۱۲۶۰ | ۱۰ دسامبر                                                                                                   | اولین نبرد حمص: بیبرس یک لشکرکشی مغول را در سوریه شکست می‌دهد.                                                         |
| ۱۲۶۰ | جنگ‌داخلی خاندان تولی: برکه خان از اردوی زرین با اریق بوقا متحد می‌شود و به هولاکو خان حمله می‌کند.            | |
| ۱۲۶۱ | | شورش در موصل و جزیره ابن عمر                                                                                          |
| ۱۲۶۲ | - | شورش‌ها در موصل و جزیره ابن عمر سرکوب شدند.                                                                            |
| ۱۲۶۲ | نوامبر | هولاکو خان وزیر خود سیف‌الدین بیتکچی را می‌کشد و شمس‌الدین محمد جوینی را جایگزین او می‌کند.                               |
| ۱۲۶۲ | جنگ هولاکو و برکه: برکه خان از اردوی زرین با مملوک متحد شد و به جمهوری آذربایجان حمله کرد.                  | |
| ۱۲۶۲ | هولاکو خان استان خراسان و استان مازندران را به پسرش اباقا خان و جمهوری آذربایجان به پسر دیگرش یوشموت می‌دهد. | |
| ۱۲۶۳ | ۱۳ ژانویه                                                                                                   | جنگ هولاکو و برکه: برکه خان ارتش هولاکو خان را در رود ترک شکست می‌دهد.                                                 |
| ۱۲۶۵ | ۸ فوریه | هولاکو خان می‌میرد و پسرش اباقا خان جانشین او می‌شود.                                                                   |
| ۱۲۶۶ | | برکه خان در تفلیس می‌میرد و نوه‌اش منگو تیمور جانشین او می‌شود.                                                          |

### دهه ۱۲۷۰
| سال  | تاریخ    | رویداد                                                                                                |
| ---- | -------- | --- |
| ۱۲۷۰ |          | غیاث‌الدین براق از خانات جغتای به ایلخانان حمله می‌کند اما در «نبرد قره سو» در نزدیکی هرات شکست می‌خورد. |
| ۱۲۷۱ |          | حمله سماگر مغول به قلعه المضیق در سوریه                                                               |
| ۱۲۷۳ | ژانویه   | یسودر، برادر اباقا خان، بخارا را غارت می‌کند.                                                          |
| ۱۲۷۷ | ۱۵ آوریل | نبرد البیستان: نیروهای مملوک نیروهای مغول را در البستان شکست دادند.                                   |

### دهه ۱۲۸۰
| سال  | تاریخ | رویداد                                                                |
| ---- | ----- | --------------------------------------------------------------------- |
| ۱۲۸۱ | -     | نبرد حمص: برادر اباقا خان مونگکه تمور توسط نیروهای مملوک شکست می‌خورد. |
| ۱۲۸۲ |       | اباقا خان می‌میرد و برادرش احمد تگودار که مسلمان بود، جانشین او می‌شود، |
| ۱۲۸۴ |       | ارغون‌خان، پسر اباقا خان، احمد تگودار را برکنار می‌کند.                 |

### دهه ۱۲۹۰
| سال  | تاریخ                                                | رویداد |
| ---- | ---------------------------------------------------- | --- |
| ۱۲۹۰ |                                                      | اردوی زرین به ایلخانان حمله می‌کند اما توسط ارغون‌خان شکست می‌خورد.                                              |
| ۱۲۹۰ | امیرنوروز بر علیه ارغون‌خان شورش می‌کند و شکست می‌خورد. | |
| ۱۲۹۱ | ۷ مارس                                               | ارغون‌خان توسط تغاچار به قتل می‌رسد. تغاچار پس از او گیخاتو خان، برادر ارغون بر تخت می‌نشاند.                    |
| ۱۲۹۴ |                                                      | گیخاتو خان از دودمان یوآن تقلید می‌کند و سعی می‌کند که اسکناس را معرفی کند که به طرز خارق‌العاده ای شکست می‌خورد. |
| ۱۲۹۵ |                                                      | تغاچار گیخاتو خان را برکنار کرد و بایدو خان را به سلطنت می‌نشاند.                                              |
| ۱۲۹۵ | -                                                    | غازان خان، پسر ارغون‌خان، بایدو خان را خلع می‌کند و خان ایلخان و همچنین یک مسلمان می‌شود.                        |
| ۱۲۹۹ | ۲۲–۲۳ دسامبر                                         | نبرد وادی الخازندر: غازان خان بر ناصرالدین محمد بن قلاوون سلطان مملوک مصر و شام پیروز می‌شود.                  |

## قرن چهاردهم

### 1300s
| سال  | تاریخ    | رویداد                                                                  |
| ---- | -------- | ----------------------------------------------------------------------- |
| ۱۳۰۱ |          | غازان خان تلاش ناموفقی برای گرفتن حلب انجام می‌دهد.                      |
| ۱۳۰۳ | ۲۰ آوریل | نبرد مرج الصفار (۱۳۰۳): لشکر مغول تحت فرمان قتلغشاه از مملوک شکست خورد. |
| ۱۳۰۴ |          | غازان خان می‌میرد و برادرش محمد خدابنده اولجایتو جانشین او می‌شود.        |
| ۱۳۰۷ |          | ایلخانان از استان گیلان، غزنی و سیستان خراج می‌گیرند.                    |
| ۱۳۰۸ | -        | محمد خدابنده اولجایتو تبدیل به شیعه دوازده‌امامی می‌شود.                  |

### دهه ۱۳۱۰
| سال  | تاریخ                              | رویداد |
| ---- | ---------------------------------- | --- |
| ۱۳۱۰ |                                    | مردم کرد و مردم عرب در اربیل با اجازه ایلخانان جمعی از مسیحیان را کشتند.                                              |
| ۱۳۱۲ |                                    | ایلخانان غزنی را تصرف کردند.                                                                                          |
| ۱۳۱۶ |                                    | جنگ اسن بوقا-آیورباروادا: درگیری بین خانات جغتای و دودمان یوآن و ایلخانان که با پیروزی یوان و ایلخانان به پایان رسید. |
| ۱۳۱۶ | ۱۶ دسامبر                          | محمد خدابنده اولجایتو درگذشت و پسرش ابوسعید بهادرخان جانشین او شد.                                                    |
| ۱۳۱۸ |                                    | عناصر خانات جغتای در استان خراسان شورش می‌کنند.                                                                        |
| ۱۳۱۸ | اوزبیک خان به ایلخانان حمله می‌کند. | |
| ۱۳۱۹ | -                                  | امیر چوپان شورش‌های مغول را در «نبرد زنجان‌رود» شکست می‌دهد.                                                             |

### دهه ۱۳۲۰
| سال  | تاریخ | رویداد                               |
| ---- | ----- | ------------------------------------ |
| ۱۳۲۳ |       | ایلخانان با سلطنت ممالیک صلح می‌کنند. |

### دهه ۱۳۳۰
| سال  | تاریخ                             | رویداد                                                                                                  |
| ---- | --------------------------------- | --- |
| ۱۳۳۵ | ۳۰ نوامبر                         | ابوسعید بهادرخان می‌میرد و غیاث‌الدین محمد (وزیر)، آرپاخان، از نوادگان اریق بوقا را بر تخت سلطنت می‌نشاند. |
| ۱۳۳۵ | پایان دوره مؤثر ایلخانان در ایران | |
| ۱۳۳۶ |                                   | آرپاخان مغلوب علی پادشاه از بغداد شد که او سپس موسی (ایلخان) را به جای او حکمران کرد.                   |
| ۱۳۳۷ |                                   | موسی (ایلخان) توسط شیخ حسن جلایر خلع شد و او سپس محمد خان (ایلخان) را حکمران کرد.                       |
| ۱۳۳۸ |                                   | محمد خان (ایلخان) توسط شیخ حسن کوچک برکنار می‌شود، که او سپس جهان تیمور را حکمران کرد.                   |

### دهه ۱۳۴۰
| سال  | تاریخ | رویداد                                             |
| ---- | ----- | -------------------------------------------------- |
| ۱۳۴۶ |       | دنیاگیری طاعون مرگ سیاه، به ایلخانان گسترش می‌یابد. |

### دهه ۱۳۵۰
| سال  | تاریخ | رویداد |
| ---- | ----- | --- |
| ۱۳۵۶ |       | سلطان اویس جلایر دوره سلطنت جلایریان خود را راه اندازی می‌کند؛ بنابراین ایلخانان به طور کامل در ایران پایان می‌یابد. |

## رویدادهای دینی بر پایه خان‌های ایلخانان
| نام و نسب                                                                                                 | دین و مذهب | اتفاقات مهم |
| --- | --- | --- |

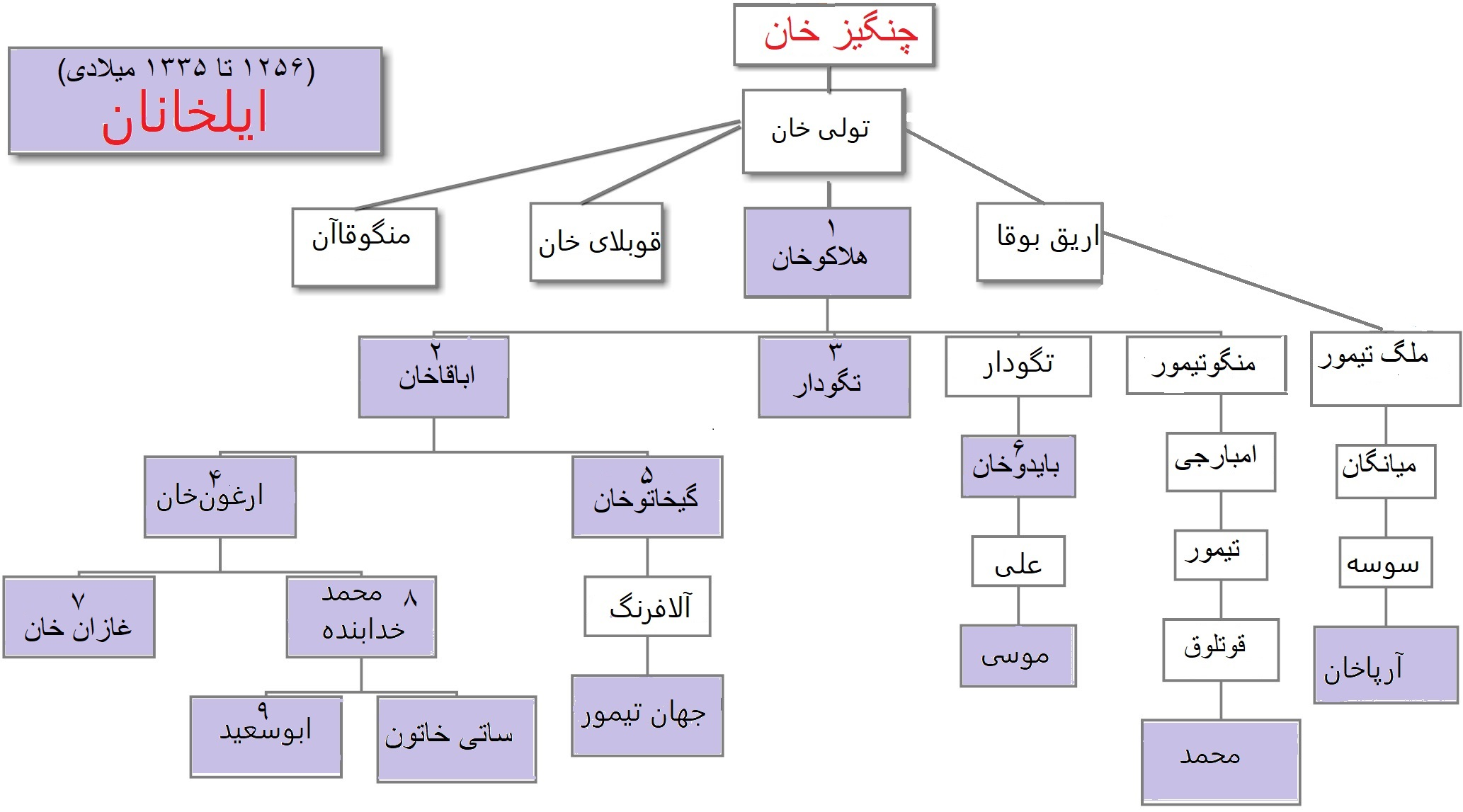
تبارنامه خان‌های ایلخانان

| هولاکو خان Hülegü Qan پسر تولی خان و نوه چنگیز خان پایان سال ۶۵۳ تا ۱۹ ربیع‌الثانی ۶۶۳ ۱۲۵۶ – ۸ فوریه ۱۲۶۵ | بودیسم تبتی | - نابودی اسماعیلیان الموت - سقوط بغداد و انقراض خلافت عباسی - نبرد عین جالوت - جنگ‌داخلی خاندان تولی - جنگ هولاکو و برکه - تقسیم امپراتوری مغول - انتخاب مراغه به پایتختی ایلخانان و آغاز بنای رصدخانه مراغه                                                                                          |
| اباقا خان Abaγa Qan پسر هولاکو رمضان ۶۶۳ تا ۲۰ ذی‌الحجه ۶۸۰ ۸ فوریه ۱۲۶۵ – ۱۲۸۲                            | بودیسم، منابع مسیحی از لطف اباقا نسبت به کلیساهای شرقی بسیار سخن می‌گویند، و این درست است دو سال آخر خانی او پیوندهای بین دربار و سلسله مراتب نسطوری که پس از مرگ هولاکو و همسرش دوقوز خاتون ضعیف شده بود، بر پایه قوی تری تأسیس شدند. خود اباقا در سال ۶۸۰/۱۲۸۱ در دفتر خود کاتولیکوس تازه منتخب مار یابالاها سوم (قو) را تأیید کرد که آشکارا با او رابطه خوبی داشت. اما در دلسوزی‌های مسیحی اباقا نباید اغراق کرد. مبادلات دیپلماتیک با اروپای غربی، که مسلماً او آغازگر آن بود، عمدتاً الهام گرفته از نیاز به دستیابی به متحدان علیه ممالیک بود. همچنین همسر بیزانسی او ماریا پالایولوژینا (دختر امپراتور بیزانس میخائیل هشتم)، که در اصل برای هولاکو در نظر گرفته شده بود، به نظر نمی‌رسد که از نفوذ دوقوز خاتون در طول سلطنت قبلی برخوردار باشد. در واقع شواهد نشان می‌دهد که آباقا به هیچ وجه شمنیستی اجدادی خود را رها نکرده و حداقل به اندازه پدرش به ایمان بودایی متمایل بود. | - انتقال پایتخت از مراغه به تبریز - جنگ با اردوی زرین و تثبیت حاکمیت ایلخانان بر قفقاز جنوبی و آذربایجان - جنگ با خانات جغتای و تثبیت حاکمیت ایلخانان بر خراسان - شکست‌های پی‌درپی از ممالیک در شام و آناتولی                                                                                          |
| احمد تگودار Tegüder Qan هفتمین پسر هولاکو محرم ۶۸۱ تا ۲۶ جمادی‌الاول ۶۸۳ ۶ مه ۱۲۸۲–۱۰ اوت ۱۲۸۴             | اسلام سنی قبل از آن، یک مسیحی بود، به نظر نمی‌رسد که گرویدن به اسلام، احمد باعث ایجاد یک سیاست ضد مسیحی شده باشد. بار هبرائوس بر آزادگی فوق‌العاده او نسبت به کلیساهای مسیحی گواهی می‌دهد. به نظر می‌رسد آزار و شکنجه‌ای که زندگی‌نامه‌نویس رابان سائوما از آن یاد کرده‌است می‌کند بیشتر متوجه کسانی بوده‌است که مظنون به طرفداری از برادرزادهٔ او ارغون خان هستند. با این حال، ایلخان توسط جانشین خود متهم شد که از طریق تعهد خود به اسلام، قوانین مغول را زیر پا گذاشته‌است. | |
| ارغون خان Arγun Qan پسر اباقا جمادی‌الثانی ۶۸۳ تا ۶ ربیع‌الاول ۶۹۰ ۱۱ اوت ۱۲۸۴ – ۱۲ مارس ۱۲۹۱               | بودیسم، ۸۲–۱۲۶۵)، ارغون پس از مپر پدرش اباقا نامزد تاج و تخت بود، اما مجبور شد به رقیب قوی‌تری، یعنی عمویش احمد تگودار تسلیم شود. پس از آن، ارغون پیروان تگودار را به مسموم کردن پدرش متهم کرد، به اسلام آوردن تگودار اعتراض کرد و در آغاز سال ۱۲۸۴ در راس یک شورش قرار گرفت. پس از چند بار شکست، او موفق شد تگودار را سرنگون و او را اعدام کند (۱۰ اوت ۱۲۸۴). روز بعد ارغون رسماً بر تخت سلطنت نشست و به عنوان یک بودایی سرسخت، با سیاست‌های اسلامی سلف خود مقابله کرد. | - قتل شمس‌الدین محمد جوینی - تضعیف قدرت مسلمانان در دولت، همزمان با افزایش اهمیت سیاسی مسیحیان و یهودیان - قتل سعدالدوله ابهری |
| گیخاتو خان پسر اباقا رجب ۶۹۰ تا ۶ جمادی‌الاول ۶۹۴ ۱۲۹۱–۱۲۹۵                                                | بودیسم | - سرکوب شورش‌های ضدمغولی ترکمانان و یونانیان آناتولی - تلاش ناموفق برای ترویج چاو، نخستین پول کاغذی تاریخ ایران |
| بایدو خان Baydu Qan پسر طرغای و نوه هولاکو جمادی‌الاول تا ذی‌القعده ۶۹۴ ۲۴ مارس ۱۲۹۵ – ۴ اکتبر ۱۲۹۵         | بر اساس برخی منابع بودایی بود، او به خاطر سکولاریسم شهرت داشت و مانند دیگر پادشاهان بودایی، او به‌طور آزادانه از همه ادیان حمایت می‌کرد. در میان ذینفعان او، مسیحیان نسطوری بودند که او را به خاطر هدایایی که به کلیسا داده بود، چنان‌که در تاریخ یحب الله سوم آشکار است، او را بسیار تحسین می‌کردند. بر اساس برخی منابع دیگر مسیحی بود. منابع مسیحی تصویر بسیار متناقضی از عقاید و سیاست‌های مذهبی بایدو ترسیم می‌کنند. هتوم یکم، شاه ارمنستان و مارینو سانودو استدلال می‌کنند که بایدو مسیحی بود. ابن عبری (بار هبرائوس) و استپانوس اربلیان دیدگاه‌های معتدل تری داشتند و بیان کردند که بایدو به دنبال دلجویی از مسلمانان بود شاید قابل اعتمادتر ادعای ابن عبری باشد که بایدو در میان مسیحیان به عنوان یک مسیحی و در میان مسلمانان به عنوان یک مسلمان رفتار می‌کرد. در انجام این کار، او احتمالاً از فرمانروایان قبلی مغول پیروی می‌کرد که از همه ادیان موجود در قلمرو خود، بدون استثنا، حمایت می‌کردند تا حمایت سیاسی خود را به حداکثر برسانند. به نظر می‌رسد که سیاست انعطاف‌پذیر بایدو توسط مغول‌های مسلمان غیرقابل قبول تلقی شده باشد. به گفته ابن عبری، هتوم یکم، شاه ارمنستان و مارینو سانودو، اکثر مغول‌های مسلمان تساهل و تسامح بایدو نسبت به مسیحیان را تأیید نکردند و بر این اساس تصمیم گرفتند از برادرزاده‌اش غازان خان حمایت کنند. | - |
| غازان خان Qasan Qan رسماً از پایان سال ۶۹۴ تا ۱۱ شوال ۷۰۳ ۴ اکتبر ۱۲۹۵ – ۱۱ مه ۱۳۰۴                        | در کودکی او در آیین بودایی تربیت شد که هم پدر و هم پدربزرگش به آن اعتقاد داشتند. تحت تأثیر مادرش در کودکی به مسیحیت گروید.اسلام سنی امیرنوروز نایب‌السطنه خراسان با عمهٔ غازان ازدواج کرده بود در گرایش غازان خان به اسلام نقش داشت. پیروزی غازان سرآغاز سرکوب ادیان غیر اسلامی در ایلخانان بود. به گفتهٔ رشیدالدین فضل‌الله همدانی، غازان در ۵ اکتبر ۱۲۹۵ وارد تبریز شد و بلافاصله حکم تخریب کلیساها، کنیسه‌ها و معابد بودایی را در قلمرو خود صادر کرد. نویسندگان مسیحی حمله‌های متعدد به کلیساها در بغداد، موصل، تبریز، مراغه و دیگر شهرهای ایلخانی را تأیید می‌کنند و تأکید می‌کنند که بودایی‌ها تحت شدیدترین آزار و اذیت قرار گرفتند. ظاهراً غازان در صدد از بین بردن حضور بوداییان در قلمرو خود بود. اگر ادعای بدیع‌الزمان جزری را واقعیت بدانیم، غازان شخصاً در تخریب معبد بودایی در بغداد شرکت داشت. با این حال، نظرهای هتوم یکم، شاه ارمنستان و مارینو سانودو در رابطه با آزار و اذیت مسیحیان از اهمیت بیشتری برخوردار است. ظاهراً، این آزار توسط مغولانی که اخیراً به اسلام گرویده بودند آغاز شد و غازان برای خشنود ساختن امیرانی که از او حمایت کرده بودند ادامهٔ آن را اجازه داد. ابن عبری (بار هبرائوس) و استپانوس اربلیان می‌گویند که امیر نوروز آزار و اذیت مسیحیان را قبل از اعلام فرمان غازان آغاز کرده بود و ایلخان جدید قانونی بودن این آزار و اذیت‌ها را تنها پس از شروع آنها تأیید کرد بنابراین، به نظر می‌رسد که مغول‌های تازه مسلمان شده عامل آزار و اذیت بوداییان، مسیحیان و یهودیان ساکن در ایلخانان بوده‌اند. نویسندگان مسیحی مانند استپانوس اربلیان معتقدند که همه مغولان ایران تحت تأثیر امیر نوروز به اسلام گرویدند اما رشیدالدین مدعی است که در همان روزی که غازان به اسلام گروید، همه مغولان ایران از او الگو گرفتند. ادعاهای وصاف شیرازی و حمدالله مستوفی مبنی بر اینکه ایلخان جدید اعلام کرده‌است که تمام مغولان قلمرو او پس از به تخت نشستن او در تبریز باید مسلمان شوند، قابل اعتمادتر به نظر می‌رسد. این ادعاها حاکی از آن است که غازان بلافاصله پس از استقرار قدرت خود، تغییر اجباری مغولان محلی را برنامه‌ریزی کرد. در مجموع، سلطنت غازان در گسترش اسلام در میان مغولان ایرانی اهمیت فراوانی داشت. بخش قابل توجهی از مغولان قبل از به قدرت رسیدن غازان به اسلام عمل می‌کردند و تعداد قابل توجهی از مغولان از فرمانروای جدید خود برای پذیرش اسلام پیروی کردند. غازان خان در اواخر عمر به زیارت بارگاه علی به نجف رفت و در همان‌جا به تشیع گرایش یافت و فرمان داد خطبه به نام «اهل بیت» بخوانند. | - تبدیل اسلام به دین رسمی ایلخانان - اصلاح یاسای چنگیزی مطابق با احکام اسلام و ایجاد «یاسای غازانی» - اصلاحات گسترده در امور مالی و مالیاتی - پایان دادن رسمی به قیمومیت خاقان‌های دودمان یوآن بر ایلخانان - دو لشکرکشی ناموفق به شام در سال‌های ۶۹۹ و ۷۰۲                                             |
| محمد خدابنده اولجایتو پسر ارغون ذی‌الحجه ۷۰۳ تا ۲۸ رمضان ۷۱۶ ۹ ژوئیه ۱۳۰۴ – ۱۶ دسامبر ۱۳۱۶                 | پدر اولجیتو، ارغون‌خان بودایی بود. تحت تأثیر مادرش در کودکی با نام مسیحی نیکلاس تعمید یافت بعداً بودیسم را پذیرفت. او که در این زمان ولیعهد و حکمران خراسان بود، مسلمان شد و مانند برادرش غازان مذهب حنفی اختیار کرد. پس از درگذشت غازان و جلوس اولجایتو، حنفیان، ایلخان جدید را بر آن داشتند که خطبه و سکه به نام خلفای راشدین کند و از همین زمان، رقابت میان فرقه‌های مختلف مذهبی در دربار ایلخان بالا گرفت و هر یک می‌کوشیدند تا اولجایتو را به کیش خود درآورند. در این میان خواجه رشیدالدین مذهب شافعی داشت و اولجایتو نیز چون چیرگی نظام‌الدین را در مباحثه با علمای فرقه‌های دیگر بدید، مذهب شافعی اختیار کرد. سپس تاج‌الدین آوجی (آوی)، عالم شیعی، اولجایتو را به مذهب شیعه ترغیب کرد و او سرانجام در ۷۰۹ق‌/ ۱۳۰۹م که به بغداد رفت، رسماً مذهب شیعه اختیار کرد و فرمان داد، به جای خلفای راشدین به نام امامان شیعه سکه و خطبه کنند. دو سال بعد، در ۷۱۱ق، پس از آنکه تاج‌الدین آوجی و پسرش به اتهام همکاری با سعدالدین محمد آوجی وزیر، به فرمان اولجایتو کشته شدند، نفوذ شیعیان نیز در دستگاه ایلخانان روبه‌کاستی نهاد. اولجایتو در واپسین روزهای زندگی مذهب شیعه را ترک گفت و به مذهب اهل سنت بازگشت و فرمان داد به نام خلفای راشدین سکه و خطبه کنند و نافرمانان را نیز سخت بیم داد. | - تکمیل بنای شهر سلطانیه و انتخاب آن برای پایتختی ایران - لشکرکشی الجایتو به گیلان - پایان دادن به حکومت‌های خراجگزار سلجوقیان روم و قراختاییان کرمان و تبدیل قلمروی آن‌ها به ایالات ایلخانی - لشکرکشی به شام در سال ۷۱۲ که واپسین کوشش ایلخانان برای سلطه بر این سرزمین بود و با ناکامی به پایان رسید |
| ابوسعید بهادرخان پسر محمد خدابنده اولجایتو رسماً از ماه صفر سال ۷۱۷ تا ۱۳ ربیع‌الثانی ۷۳۶ ۱۳۱۶–۱۳۳۵         | اسلام سنی ارزیابی نگرش ابوسعید نسبت به مسیحیان دشوار است. صلاح‌الدین صفدی گفته‌است که وی کلیساهای بغداد را ویران کرده و به‌طور فعال تشویق گرویدن به اسلام را تشویق کرده‌است. با این حال، دوران سلطنت او شاهد ایجاد یک اسقف اعظم لاتین در سلطانیه به همراه یک سلسله مراتب اسقفی وابسته، با سند نامه پاپ ژان بیست‌ودوم در تاریخ ۱ مه ۱۳۱۸ بود، و بازدیدکنندگان غربی مانند جردنوس از سویراک][//en.wikipedia.org/wiki/Jordanus هیچ مدرکی مبنی بر اینکه ایل خان مانع از این امر شده‌است ارائه نمی‌کند. در باب فعالیت تبلیغی البته ممکن است گاهی تسامح ابوسعید از انگیزه‌های اقتصادی ناشی شده باشد. | - قتل رشیدالدین فضل‌الله همدانی - قتل امیر چوپان - ایجاد روابط دوستانه با ممالیک پس از دهه‌ها جنگ و تنش - گسترش روابط تجارتی ایران با جمهوری ونیز |